# 대폭발이론의 종교적 해석
지배적인 물리적 우주론 패러다임으로 대폭발이론이 출현한 이후 종교적 우주론과 연관시키고자 하는 다양한 반응이 종교계에서 나타났다. 일부는 과학적 증거를 액면 그대로 받아들이고, 어떤 종교는 대폭발을 그들의 종교적 교리와 조화 시키려고 노력하고, 또 다른 종교에서는 대폭발에 대한 증거를 거부하거나 무시한다.

## 기독교
1951년 11월 22일 교황청 과학원의 개회식에서 교황 비오 12세는 대폭발이론이 가톨릭에서의 창조론과 충돌하지 않는다고 선언했다. 일부 보수 개신교 기독교 교단도 대폭발이론을 창조론의 역사적 해석을 지지하는 것으로 환영했다. 그러나 창세기의 급진적 문자적 해석을 주장하는 젊은 지구 창조설 지지자들은 이 이론을 거부한다.

## 같이 보기
- 창조과학
- 젊은 지구 창조설
- 우주
- 급팽창 이론
- 빅 크런치
- 우주의 역사
- 우주의 나이
- 빅 히스토리
- 플랑크 시간

## 참고 문헌
- Leeming, David Adams, and Margaret Adams Leeming, A Dictionary of Creation Myths. Oxford University Press (1995), ISBN 0-19-510275-4.
- Pius XII (1952), "Modern Science and the Existence of God," The Catholic Mind 49:182–192.
- Ahmad, Mirza Tahir, Revelation, Rationality, Knowledge & Truth Islam International Publications Ltd (1987), ISBN 1-85372-640-0. The Quran and Cosmology
- Wickman, Leslie, "God of the Big Bang: How Modern Science Affirms the Creator," Worthy Publishing (2015), ISBN 978-1617954252.